# Apiomeris modesta
Apiomeris modesta är en mångfotingart som beskrevs av Filippo Silvestri 1917. Apiomeris modesta ingår i släktet Apiomeris och familjen klotdubbelfotingar. Inga underarter finns listade i Catalogue of Life.